# Fața Pietrii, Alba
Fața Pietrii este un sat în comuna Stremț din județul Alba, Transilvania, România.
Satul Fața Pietrii atestat în anul 1954 situat în extremitatea de vest a hotarului comunei Stremț, datorită faptului că este nou constituit nu are denumiri mai vechi. Este satul situat în întregime în zonă montană, se află la cea mai mare distanță față de centrul de comună – 17 Km, are populația cea mai mică – doar 108 locuitori, este un sat tipic de munte „risipit” – pe valea Geoagiului și a afluenților săi – situat sub abruptul calcaros al Feții Pietrii care îl domină cu peste 500 m. La ora actuală cele 63 ha ale intravilanului nu corespund normelor cerute de OCOT Alba. Este cel mai tânăr sat al comunei, cooptat după 1954; până la acea dată Fața Pietrii era un cătun din componența satului Râmeț, raionul Aiud, astăzi județul Alba.
Teritoriul satului se întinde pe interfluviul dintre valea Geoagiului și pârâul Valea Cetii ce se suprapune limitei teritoriale între comuna Stremț, Râmeț și Galda de Jos. Limita de nord o constituie creasta calcaroasă Vf. Prisăcii – Runcu, limita de sud este formată de o linie convențională ce urmează cursul pârâului Răchite și drumul de exploatare ce leagă pe culme satul de Geoagiu de sus. În cuprinsul teritoriului amintit, sunt răspândite gospodării, sălașe și locuințe abandonate dând așezării un aspect tipic montan, gospodăriile izolate sau grupate mai multe la un loc ocupă terasele văilor și versanții favorabili așezării locuințelor sau utilizării agricole a terenurilor.
Cele 17 trupuri ce constituie intravilanul satului cuprind locuințe și gospodării, case de vacanță, sălașuri și chiar locuințe abandonate. Trupul I - „Gura Șișcanei ” se află la vărsarea pârâului Șișcana în valea Geoagiului, aici se află „magazinul Universal”, 4 gospodării și 5 case de vacanță. Terenul majoritar este plan, favorabil construcțiilor. Trupul II – cuprinzând doar o singură gospodărie este situat pe malul drept al văii Geoagiului. Trupul III – situat tot pe malul drept al văii, după gura de var sare a pârâului Bolghiu cuprinde 3 gospodării și case de vacanță aparținând Mănăstirii. Trupul IV – „Cheile Mănăstirii” cuprind 2 gospodării și o casă de vacanță aparținând Mănăstirii. Lângă acest trup pe teritoriul „Rezervației naturale” Cheile Mânâstirii au fost ridicate 3 case de vacanță. Trupul face parte din zona „tampon” a rezervației, terenurile construibile au acces dificil, totuși în ciuda greutăților terenurile de aici sunt supuse unei mari „presiuni” datorită faptului că zona are avantajul celui mai spectaculos peisaj. Trupul V – „Școala veche” – situat pe malul drept al văii Geoagiului la o diferență de nivel de cca 100 m față de albia râului, este foarte greu accesibil datorită diferenței mari de nivel și pantei abrupte. Inclusă în acest trup localul vechii școli este utilizat în prezent ca tabără de vară pt. copii. Trupul VI – cuprinde doar o singură gospodărie. Trupul VII – „Poiene” este situat pe versantul drept al văii Geoagiului, cu o diferență de nivel față de albia râului de cca. 75 m, are terenuri de construcție mediocre în schimb accesul este mai mult decât ușor făcându-se pe un drum bun ce pornește din pârâul Șișcanei. Trupul VIII – este situat în ambele maluri ale râului, la intrarea în sat, cuprinde terenurile aparținând celor 3 gospodării și a 5 case de vacanță. Terenul favorabil construcțiilor va atrage noi solicitanți, singura problemă este accesul pe malul stâng al văii, care în prezent se face prin vad. Trupul IX – „Silești” cuprinde 2 gospodării situate pe un platou pe malul stâng al văii, cu o diferență de nivel de cca. 200m. Accesul la acest trup se face doar pe poteca de picior datorită pantelor foarte abrupte, accesul pt. autovehicule „de teren” există doar dinspre cătunul Vlădești – comuna Râmeț. Trupul X – „Valea Șișcanei” este situat în partea superioară a pârâului cu același nume, cuprinde doar 2 gospodării, accesul se face destul de dificil pe vale sau din drumul de legătură între valea Geoagiului – valea Cetii. Trupul XI – „Dealul Frumos” ocupă terenurile cocoțate pe un deal și pe versantul nordic al său, este trupul cu 8 gospodării, drumul de acces este foarte dificil datorită pantei accentuate – se poate încerca cu autovehicule cu tracțiune integrală. Trupul XII – „Fața Pietrii” este plasat pe versantul de sud-est al culmii Vârful Prisacii – imediat sub peretele abrupt al acestuia, are în perimetru 7 gospodării – și aici accesul este dificil ca și în cazul trupului X – se poate utiliza drumul indicat mai sus. Trupul XIII – „Jiju” cuprinde o singură gospodărie și terenul său. Trupul XIV – „Răchite” situat pe versantul de vest al pârâului omonim, cuprinde un număr de 4 gospodării, este accesibil pe un drum de exploatare din pământ derivat din DC 76. Trupul XV – are în perimetru doar o gospodărie. Trupul XVI – este situat pe malul stâng al Văii Cetii, în zona de tampon de protecție a rezervației naturale „Cheile Tecșeștilor”, cuprinde o singură gospodărie cu terenul aferent și este deservit de un drum adiacent DC Cetea - Tecșești. Trupul XVII – cuprinde 2 gospodării situate pe malul stâng al văii Cetea – DC 76.
Intravilanul satului, tipic unui sat de munte cu gospodării risipite într-un teritoriu destul de vast, ridică o serie de probleme: distanțele mari care separă diferitele trupuri, starea mediocră a celor mai multe din locuințe, media de vârstă ridicată a locuitorilor, dificultățile cu care se confruntă economia agricolă practicată în teritoriu ce nu permit mecanizarea lucrărilor.
În Fața Pietrii circulația se face exclusiv rutier și pietonal, rețeaua rutieră din intravilan cuprinde două drumuri clasificate DC 78 – Teiuș – Valea Mănăstirii ce urmărește îndeaproape cursul văii Geoagiului și DC 76 – Cetea Tecșești pe valea Cetii.
Drumul comunal DC 78 – este asfaltat în întregime pe traseul de la intrarea în sat până la podul de la Mănăstire – pe o lungime de 4 Km. Din punct de vedere al elementelor geometrice drumul corespunde, necesitând doar ușoare lărgiri în unele porțiuni, starea sa fiind mediocră este necesară reabilitarea sa. Prin realizarea Programului aprobat de Consiliul județean se prevede trecerea acestuia în categoria drumurilor județene prin prelungirea sa spre localitățile Râmeț – Ponor – Sălciua. Drumul comunal DC 76 care traversează teritoriul situat în nord – vestul satului este un drum nemodernizat în ultimul timp s-au executat lucrări de reprofilare și balastare.
În viitor se prevede modernizarea drumului de legătură DC 78 – DC 76 inclusiv a derivației spre cătunul „Fața Pietrii”. Drumurile de acces în intravilan sunt în totalitate de pământ ele au fost reprofilate între anii 1994–1995, în paralel cu execuția rețelelor electrice. Se face simțită lipsa podețelor în porțiunile unde acestea intersectează cursurile păraielor și torenților, de-asemenea lipsa podurilor de legătură cu terenurile situate pe malul stâng al văii Geoagiului.
Alimentarea cu energie electrică a localității se face din stația de transformare 110 - 20 Kw Aiud prin axa Aiud –Geogel –Abrud– Gura Roșiei prin ramificația Râmeț –Valea Mănăstirii. Alimentarea abonaților din localitate se face prin intermediul a trei posturi de transformare PTA 220-04 Kw–63 Kw, ce deservesc 42 gospodării, având un consum mediu anual de 30 Mwh. Distribuția energiei de joasă tensiune de la transformatoare la abonați se face prin rețea aeriană pe stâlpi de beton.
Alimentarea cu apă potabilă se face în prezent exclusiv din fântâni sau de la izvoarele bogate existente în perimetrul localității. Pentru viitor propunem organizarea unor rețele locale de alimentare în cătunele Răchiteu, Dealul Frumos, Fața Pietrii, Poiene, Școala - vechea tabăra de copii, zona magazinului forestier și în zona Cheilor Mănăstirii.
În prezent în localitate nu există nici un post telefonic, este prevăzută pentru viitor racordarea satului la rețeaua națională de telecomunicații prin introducerea rețelei de cabluri de fibră optică. Prin respectarea măsurilor prevăzute în Planul urbanistic general localitatea are toate șansele să devină unul dintre zonele de mare atracție turistică, în special prin dezvoltarea agro-turismului.